# Портмадог (футбольный клуб)
«Портмадог» (англ. Clwb Pêl Droed Porthmadog) — футбольная команда из Уэльса, играющая в альянсе Кимру — втором по силе дивизионе страны. Клуб был основан в 1884 году и играет на арене Y Traeth, которая вмещает 2000 зрителей (500 сидящих).

## История
Футбольный клуб «Портмадог» был основан в 1884 году, он является одним из старейших клубов Уэльса. В 1900 году клуб присоединился к Лиге Северного Уэльса, и команда выиграла лигу в 1902/03.
1950-е, 60-е и 70-е годы были успешными десятилетиями для клуба. Его футболисты дважды выигрывали Валлийский Любительский кубок: в сезонах 1955/56 и 1956/57. В 1966 году они играли против «Суонси Сити» в валлийском Кубке, а в переигровке было собрано рекордное число болельщиков — 10 941. Затем они выигрывали Лигу Северного Уэльса 5 раз за 9 лет. В сезоне 1989/90 они выиграли Daily Post Alliance: этого было достаточно, чтобы обеспечить место «Портмадог» во второй лиге Уэльса в 1990 году. В 1992 году Портмадог стал членом Лиги Уэльса (Konica лиги на тот момент).
Благодаря подписанию нападающего Дэйва Тейлора, команда закончила сезон на девятом месте. В своём втором сезоне в этом клубе Тейлор стал лучшим бомбардиром лиги, а также Европы. В итоге, ему была вручена Золотая бутса. Всего же во время своего выступления за клуб он забил 62 гола в 66 играх.
Несмотря на 70 голов, забитых Дэйвом Тэйлором и Марком Ллойдом-Уильямсом, команда закончила сезон 1993/94 на 11-м месте. «Портмадог», тем не менее, побил ещё один рекорд — самая большая посещаемость в лиге Уэльса: на матч с «Бангор Сити» пришли 3250 человек. «Бангор Сити» выиграл со счетом 2:0, следовательно, выиграл лигу и право играть в Европе.
Третий сезон начался с увольнения главного тренера «Портмадога» М. Оуэна. Новым менеджером стал Ян Эдвардс, но, несмотря на удачный старт, команда не удержала четвертую позицию, и он вскоре был отправлен в отставку. Ему на замену пришёл Микки Томас пришёл, который помог команде избежать вылета в более низкий дивизион.
Четвёртый сезон начался с очередной смены руководителя: Колин Хокинс перешёл на должность главного тренера. Клуб едва не закрылся из-за серьёзных финансовых проблем, но, благодаря работе директоров, клуб продолжил существование в качестве акционерного общества. За счет продажи акций и через товарищеские матчи против «Блэкберн Роверс» было собрано £ 10000.
В 1996/97 финансовое положение было гораздо лучше, команда удачно начала сезон. «Портмадог» не проиграл ни одной домашней игры до Нового года. Одним из лидеров на поле стал Пол Робертс. Перед тем, как покинуть клуб, чтобы присоединиться к «Рексем» за $ 10000, он играл в сборной Уэльса до 21 года и стал лучшим бомбардиром лиги. После ухода Пола игра команды изменилась, и они смогли закончить сезон лишь на десятом месте. Однако «Портмадог» одержал победу финале Кубка Вызова Побережья Северного Уэльса, обыграв в предыдущих раундах «Бангор Сити» и «Колуин-Бей».
По итогам сезона 1997/98 «Портмадог» покинул Лигу Уэльса и в следующем сезоне выступал в более низком дивизионе. Занимая второе место на протяжении большей части 1998/99 сезона, «Портмадог» начал терять позиции под Новый год. Несмотря на это, клуб сумел выиграть Кубок Лиги, победив в финале «Ридимван». В сезоне 1999/2000 под руководством Вива Уильямса они заняли 5 место в лиге. После очередного неутешительного сезона 2000/01, клуб затем сделал несколько положительных шагов в 2001/02, с перестройкой команды Уильямса повысились надежды болельщиков, что у команды впереди хорошие дни. В сезоне 2002/03 каждая домашняя игра была выиграна при всего лишь двух поражениях в течение всего сезона. «Портмадог» был выдвинут на Валлийскую Премьер-Лигу с преимуществом в 19 очков в верхней части Альянса Кимру. В то же время игроки команды завоевали два кубка (Кубок Вызова Побережья Северного Уэльса и Кубок Лиги).
16 января 2007 года у клуба «Портмадог» было вычтено 3 очка в валлийский Премьер-лиге. Штраф £ 13 500 был наложен после инцидента с болельщиками, которые во время матча валлийский Премьер-лиги против «Кумбран Таун» 9 декабря 2006 года подвергли помощника судьи Гэри Исмаила расистским оскорблениям. Клуб подал апелляцию к независимому собранию арбитров: в результате штраф был сокращён на £ 12500 и арбитры приказали Футбольной ассоциации Уэльса заплатить 4000 фунтов стерлингов на покрытие расходов клуба в связи с судебным разбирательством. Арбитры также постановили, что решение вычесть 3 очка должно быть отменено.
7 мая 2007 года руководство «Портмадога» объявило, что их команда менеджеров — Оушен Робертс и Вив Уильямс — покинет клуб. Оушен Робертс, который был назначен Футбольной ассоциацией Уэльса техническим директором по футболу, не мог уделять достаточно времени работе в клубе, а Вив Уильямс ушёл по личным причинам. Бывшая звезда Уэльса и «Манчестер Юнайтед», Клейтон Блэкмор, который подписал контракт с клубом в качестве игрока в начале сезона, занял пост менеджера, но был уволен после того, как три месяца команда демонстрировала плохие результаты. После ухода Блэкмора бывший менеджер Вив Уильямс согласился взять на себя управление клубом на временной основе. Алан Бикерстафф позже согласился присоединиться к Виву Уильямсу в качестве помощника менеджера.
Новый менеджер Пол Уилан был назначен в мае 2008 года. Однако, спустя всего 8 месяцев ввиду угрозы надвигающегося вылета, Уилан был заменен бывшим менеджером Томи Морганом. Так как трансферное окно было уже закрыто, Томи был не в состоянии подписать новых игроков, и команда в конечном итоге закончила сезон на 16 месте. Клубу не помогли и голы Марка Ллойда Уильямса, который повторно подписал контракт с клубом и забил 24 гола в 33 матчах лиги.
В сезоне 2009/10 Томи Морган делает многочисленные изменения в команде, переводя многих игроков из своего бывшего клуба «Уэлшпул Таун». Несмотря на обновлённый состав, команда не смогла показать себя на поле, заняв 15-е место, но с меньшим количеством очков, чем в предыдущем сезоне. Решение FAW на реструктуризацию валлийский Премьер-Лиги — внедрение «Super 12» на сезон 2010/11 — означало, что «Портмадог», вместе с 6 другими клубами, был переведён в Альянс Кимру. После ухода Моргана в Кармартен клуб назначил полузащитника Гарета Пэрри исполняющим обязанности в июне 2010 года.

## Крупнейшие победы и поражения
- Крупнейшая победа: 9:0 над «Абергавенни Сурсдэйз» в 1993 году и над «Хаверфордуэст Каунти» в 1994 году.
- Крупнейшее поражение: 0:7 от «Нью-Сейнтс» в 2006 году.

## Известные игроки
- Барри Гриффитс стал известен после того, как покинул футбольный клуб и стал профессиональным борцом, в настоящее время суперзвезда в WWE, с псевдонимом Мэйсон Райан.
- Мел Чарльз — игрок «Суонси Сити», «Арсенала», «Кардифф Сити» и сборной Уэльса.